# Bismut(III)oxychloride
Bismut(III)oxychloride (BiOCl) is een zilverwit, kristallijn poeder dat gebruikt wordt als pigment in plastics, coatings, inkten en cosmetica. De dunne plaatvormige kristallen van deze stof reflecteren meer of minder licht naargelang de invalshoek, wat een parelend of iriserend effect geeft. Door de deeltjesgrootte te veranderen en de deeltjes een oppervlaktebehandeling te geven, kan men het effect variëren van hoogglanzend tot meer mat.
Cosmetische producten waarin bismut(III)chlorideoxide voor haar decoratief effect gebruikt wordt, zijn in de eerste plaats lipstick, oogschaduw, eyeliner en nagellak; soms ook gezichtspoeders of badzout. In plaats van bismut(III)chlorideoxide gebruikt men soms micakorreltjes bekleed met bismut(III)chlorideoxide. De deeltjesgrootte kan variëren van 5 tot ca. 100 micrometer.
De stof werd vroeger, voor de komst van de antibiotica, gebruikt als medicijn tegen syfilis.
Zuiver bismut(III)chlorideoxide is irriterend voor ogen, huid en ademhalingswegen.
De verbinding heeft een octaëdrische kristalstructuur waarbij elk bismutatoom gebonden is aan vier zuurstofatomen en vier chlooratomen.